# توجي
توراج كشتكار (بالفارسية: تورج کشتکار) (ولد في 26 مايو 1987)، يعرف باسمه الفني توجي (بالإنجليزية: Tooji)‏ هو مغنٍ ورسام وعارض ومقدم برامج تلفزيونية نرويجي إيراني. مثلَ توجي النرويج في مسابقة يوروفيجن للأغاني سنة 2012 في باكو، أذربيجان وانتهى به المطاف بالمركز 26 نهائيات المسابقة.

## حياته الشخصية
تحصل توجي على درجة البكالوريوس في رعاية النشء. وقد عمل في مراكز استقبال طالبي اللجوء بمساعدة الأطفال والمراهقين اللاجئين وضحايا الاتجار بالبشر. هذا العمل دفعه إلى استخدام أغانيه وشخصيته للتحدث عن أولئك الذين يعانون في صمت. توجي هو مناصر لحقوق المثليين والمرأة، وكذلك مؤيد للموجة الخضراء، وحركة الإصلاح الإيرانية. توجي ارتدى شعار التحرك الأخضر الإيراني خلال أدائه في مسابقة يوروفيجن للأغاني لسنة 2012 الذي عقد في باكو، أذربيجان.
في يونيو 2015، أفصح توجي عن ميوله المثلية عبر موقع غايزر النرويجي، مشيرًا إلى أنه يأمل أن يتمكن فعله هذا من جعل من السهل على الشباب المثليين الإفصاح بهويتهم الجنسية وتقبلها. وأشادت جمعية المثلياث والمثليين ومزدوجي الميول والمتحولين جنسيًا النرويجية بقراره آنذاك.

## حياته المهنية
ولد توجي في شيراز، إيران، وانتقل إلى النرويج في عمر السنة الواحدة. في سن 16 سنة بدأ في القيام بالإستعراض. بعد عمله في الإستعراض، بدأ العمل في إم تي في النرويج حيث قدم «سوبر ساترداي» و«وتوجيز توب تِن».
كما انه كان معلمًا كنوع من الخدمة الاجتماعية، وعمل في مراكز استقبال اللاجئين. ويعمل حاليًا كاستشاري حماية طفولة في قسم ما بعد الرعاية.
فاز في سباق ميلودي الجائزة الكبرى لسنة 2012 وأتيحت له الفرصة لتمثيل النرويج في مسابقة يوروفيجن للأغاني لسنة 2012 في باكو، أذربيجان بأغنيته «إبقى»  التي تأهلت من الدور النصف نهائي الثاني واحتلت المركز 26 (الأخيرة) في التصفيات النهائية، مسجلةً 7 نقاط.

## ديسكوغرافيا

### أغاني منفردة
| 2008                                                      | "أغنية البجعة"  | — |
| 2012                                                      | "إبقى"          | 2 |
| 2012                                                      | "إذا لم تكن لك" | — |
| 2013                                                      | "الثوار"        | — |
| 2014                                                      | "باكن غانز"     | — |
| 2014                                                      | "كوكتيل"        | — |
| 2015                                                      | "المال"         | — |
| 2015                                                      | "الأب"          | — |
| "—" يدل على أن الأغنية لم تدخل لقائمة الأغاني أو لم تصدر. |                 |   |

## وصلات خارجية
- توجي على موقع IMDb (الإنجليزية)
- توجي على موقع ميوزك برينز (الإنجليزية)
- توجي على موقع ديسكوغز (الإنجليزية)

- الموقع الرسمي